# Kościół św. Mikołaja w Middelfarcie
Kościół św. Mikołaja (duń. Sankt Nicolai Kirke) – luterańska, gotycka świątynia w duńskim mieście Middelfart. Znajduje się 50 metrów od brzegów Małego Bełtu. 

## Historia
Kościół wzniesiono w XIII wieku. Pierwotnie świątynia romańska. Wieżę dobudowano około 1400 roku. Renesansowa kruchta pochodzi z 1667 roku.

## Wyposażenie
Ołtarz główny pochodzi z lat pięćdziesiątych XVII wieku, jest wykonany w stylu barokowym. Obrazy znajdujące się na ołtarzu namalował Christoffer Wilhelm Eckersberg, podarowano je parafii w 1843 roku. Renesansowa ambona z 1595 roku posiada motywy narodzin Jezusa oraz monogram Chrystiana IV Oldenburga. Organy pochodzą z 1962 roku. 

## Galeria

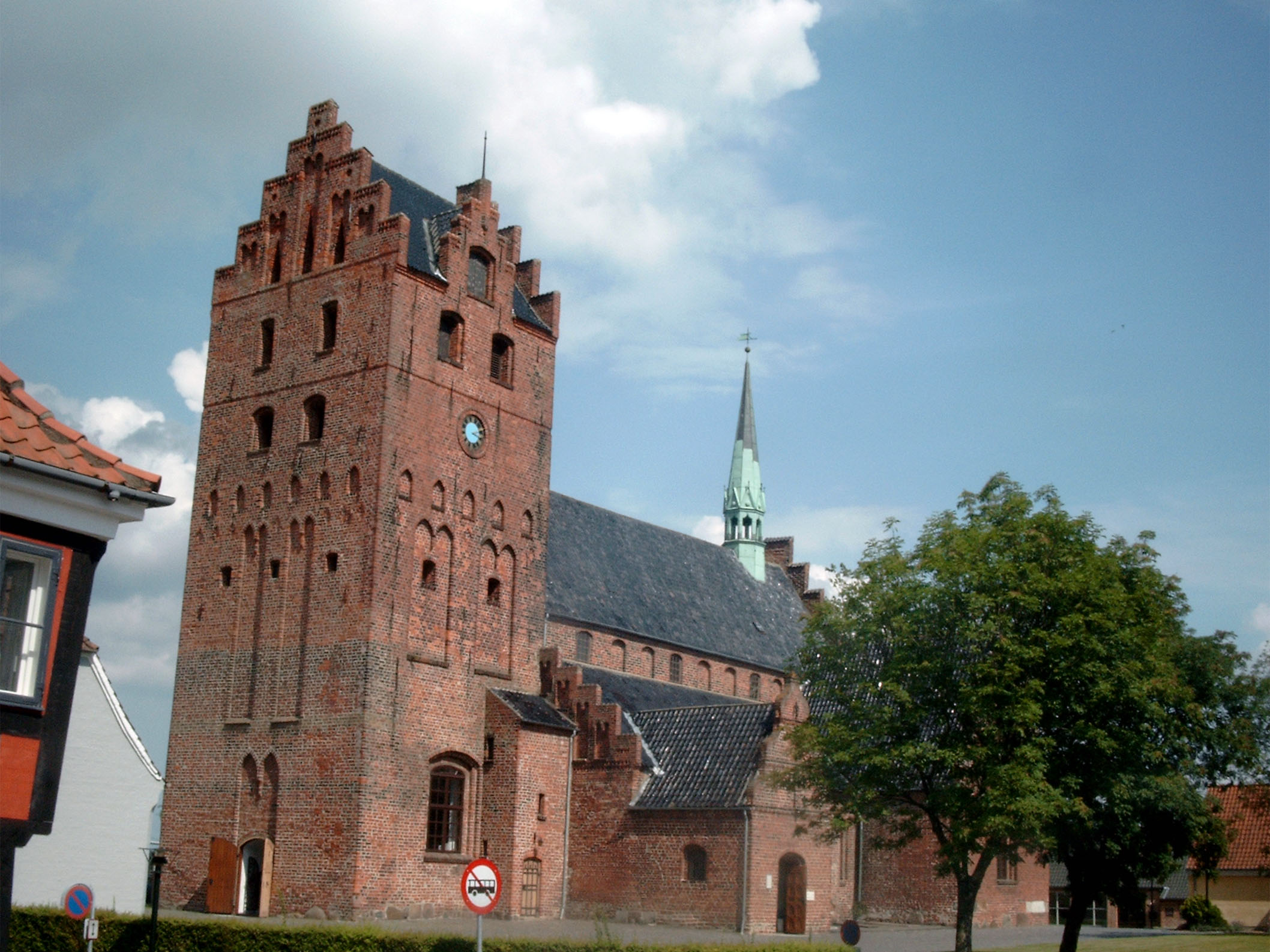
Widok na kościół z południowego zachodu
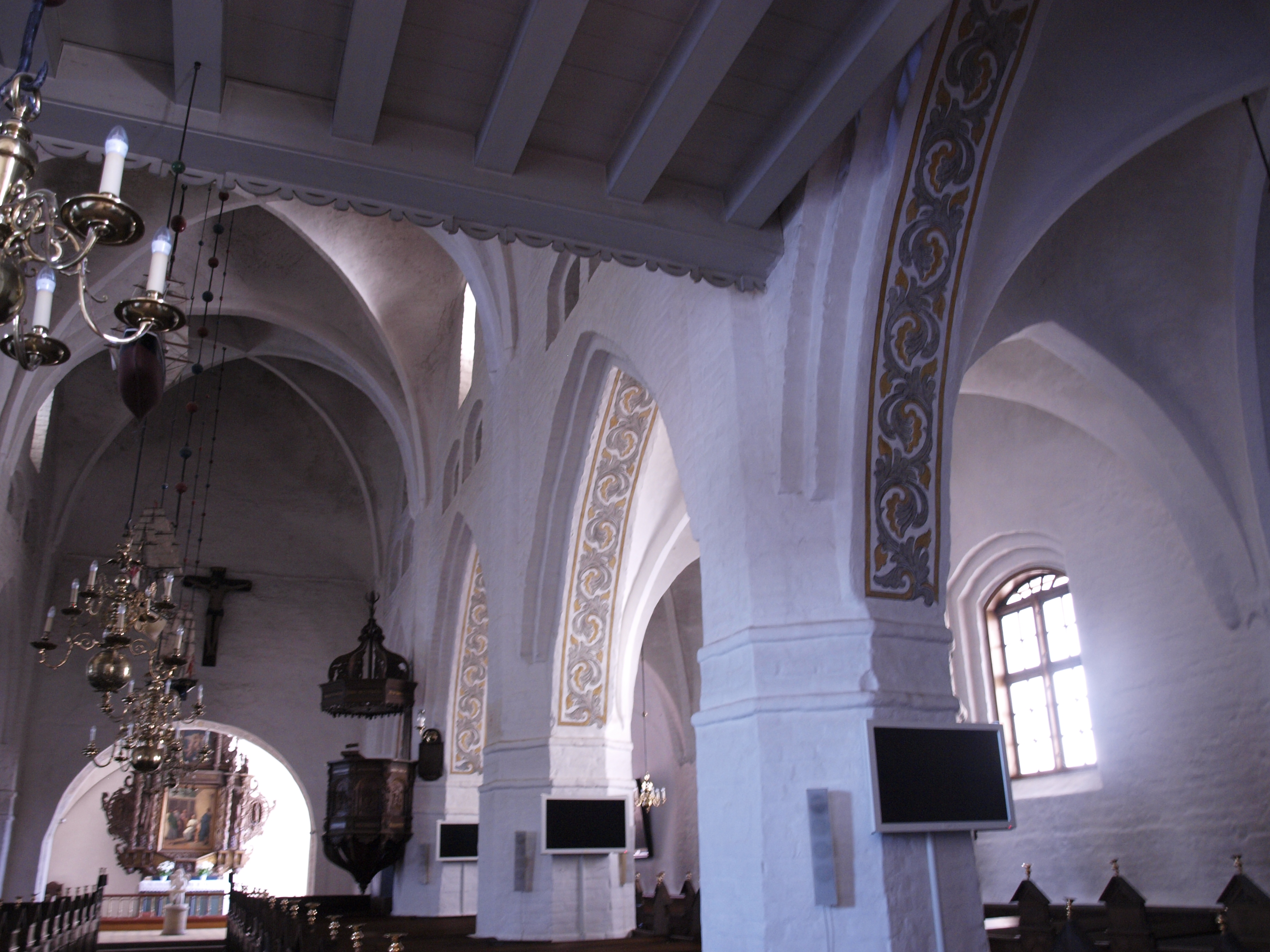
Wnętrze
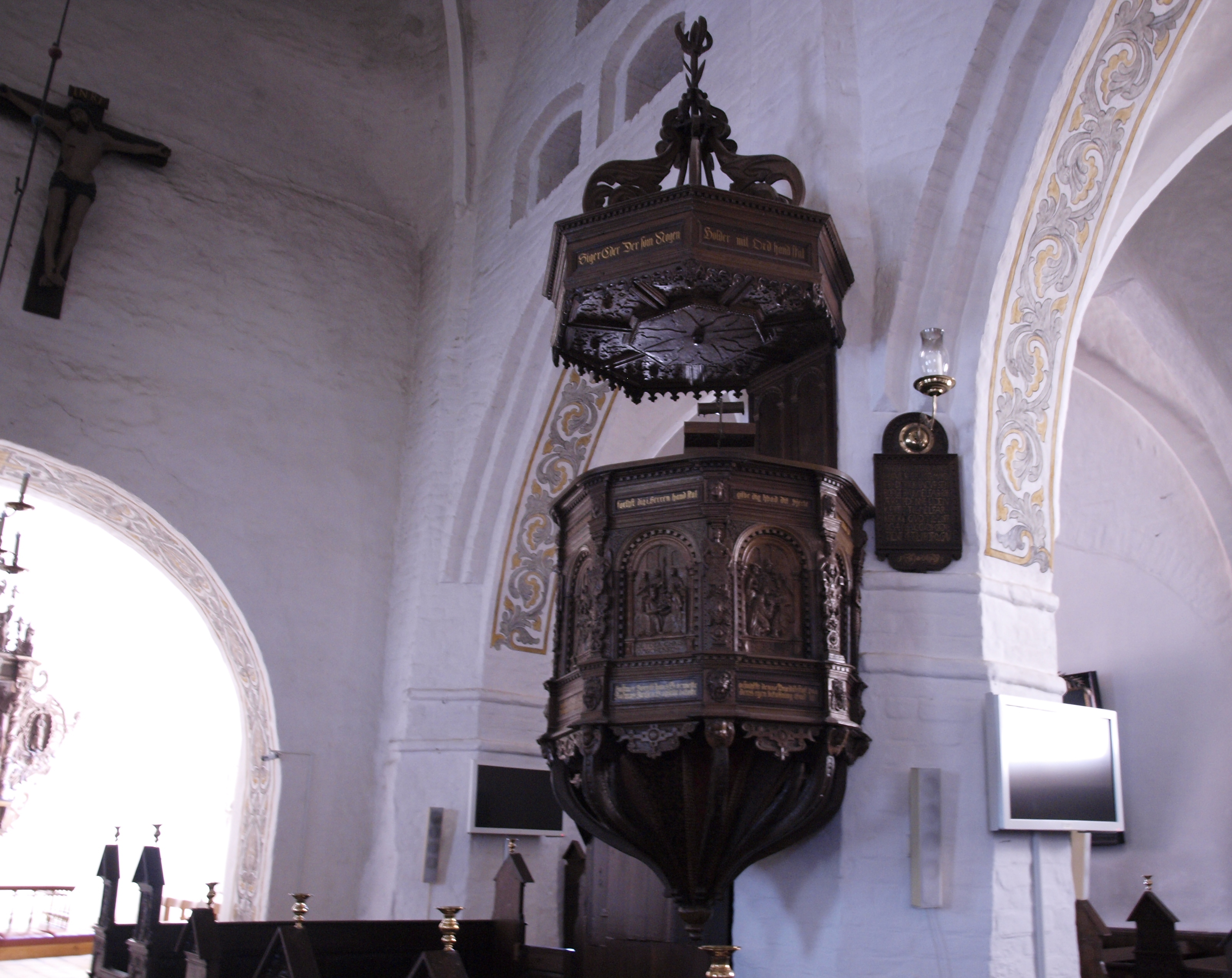
Renesansowa ambona